# آن گیل-وان
آن گیل-وان (انگلیسی: An Gil-wan؛ زادهٔ ۸ اوت ۱۹۴۸) بازیکن فوتبال اهل کره شمالی بود.
وی همچنین در تیم ملی فوتبال کره شمالی بازی کرده‌است.